# PTT Pattaya Open 2011
PTT Pattaya Open 2011 — жіночий професійний тенісний турнір, що проходив на відкритих кортах з твердим покриттям. Це був 20-й за ліком Pattaya Women's Open (раніше відомий як Pattaya Women's Open). Належав до категорії International у рамках Туру WTA 2011. Відбувся в Dusit Thani Hotel у Паттайї (Таїланд). Тривав з 6 до 13 лютого 2011 року.

## Учасниці

### Сіяні учасниці
| Країна     | Гравчиня          | Рейтинг1 | Сіяна |
| ---------- | ----------------- | -------- | ----- |
| Росія      | Віра Звонарьова   | 3        | 1     |
| Сербія     | Ана Іванович      | 19       | 2     |
| Росія      | Марія Кириленко   | 25       | 3     |
| Словаччина | Даніела Гантухова | 32       | 4     |
| Італія     | Роберта Вінчі     | 38       | 5     |
| КНР        | Пен Шуай          | 40       | 6     |
| КНР        | Чжен Цзє          | 43       | 7     |
| Італія     | Сара Еррані       | 44       | 8     |

- 1 Рейтинг подано станом на 31 січня 2011.

### Інші учасниці
Нижче наведено учасниць, які отримали вайлд-кард на участь в основній сітці:
- Ноппаван Летчівакарн
- Ніча Летпітаксінчай
- Нудніда Луангам

Нижче наведено гравчинь, які пробились в основну сітку через стадію кваліфікації:
- Заріна Діяс
- Ксенія Палкіна
- Галина Воскобоєва
- Нунгнадда Ваннасук

## Переможниці та фіналістки

### Одиночний розряд
Даніела Гантухова —  Сара Еррані, 6–0, 6–2.
- Для Гантухової це був перший титул за сезон і 4-й - за кар'єру.

### Парний розряд
Сара Еррані /  Роберта Вінчі —  Сунь Шеннань /  Чжен Цзє, 3–6, 6–3, [10–5].